# Reichelsheim (Wetterau)
Pour les articles homonymes, voir Reichelsheim.
Reichelsheim  est une municipalité allemande située dans le land de la Hesse et l'arrondissement de Wetterau.

## Géographie
Reichelsheim est situé entre Francfort-sur-le-Main et Gießen, au cœur de la "Wetterau dorée" (à environ 30 km au nord de Francfort). 
La rivière Horloff passe à l'est de Reichelsheim. La commune est divisée par la ligne de chemin de fer Friedberg-Nidda.
Au nord-est, la réserve naturelle du Bingenheimer Ried jouxte le territoire de la municipalité.

### Communes limitrophes
Reichelsheim est bordée au nord par les communes de Wölfersheim et Echzell, à l'est par la commune de Ranstadt, au sud par la ville de Florstadt et à l'ouest par la ville de Friedberg.

## Histoire
Les parties les plus anciennes de la commune sont Beienheim (mentionnée pour la première fois dans un document de l'année 773) et Reichelsheim (817). À la fin du Moyen Âge, les seigneurs de Hanau ont possédé temporairement la localité.
Reichelsheim a fait partie de la principauté de Nassau-Weilburg. Après la guerre austro-prusienne, Nassau a été annexé par la Prusse. Dans le traité de paix du 3 septembre 1866, un échange de territoires a été convenu. L'office de Reichelsheim a été attribué au Grand-Duché de Hesse, où il a été rattaché au district de Friedberg.
La ville de Reichelsheim a été créée en 1972 lors d'une vaste réforme. Les villages autrefois indépendants mentionnés précédemment ont rejoint les structures administratives désormais concentrées dans le plus grand des villages, Reichelsheim.

## Économie locale et infrastructures

### Infrastructures
L'ancien moulin de Reichelsheim a été vendu en 1824 au meunier Heinrich Bopp et exploité par ce dernier, puis par son fils Heinrich Wilhelm Bopp, jusqu'en 1926. De 1977 à 1988, le moulin a accueilli une douzaine de jeunes et a été le lieu d'implantation du groupe d'habitation socio-pédagogique pour jeunes de Reichelsheim (anciennement Jugendwerk St. Gottfried, Ilbenstadt).